# مسترحض

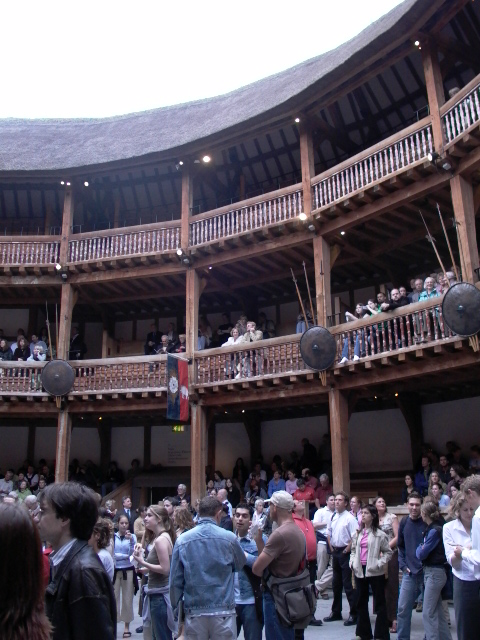
المسترحضون يقفون في الساحة وليس على المدرجات

المُسْتَرْحِض هو مشاهد في المقاعد الأكثر رخصًا في المسرح أو أي عرض مشابه. يغلب أن يبقى واقفًا وأن يكتظ المكان بالناس.